# Museum K-blokken en Oscarkapel
Het Museum K-blokken en Oscarkapel (MKOK) is een militair museum in Leopoldsburg, gevestigd aan de Burkelstraat.

## Geschiedenis van het museum
Dit museum is gevestigd in de zogenaamde K-blokken, ofwel de barakken die in sectie K van het Kamp van Beverlo werden opgetrokken. Oorspronkelijk was hier de cavalerie gevestigd. Tot het museum behoort ook de Oscarkapel. Dit is een (naoorlogse) houten kapel welke werd gebouwd in opdracht van een officier die de voornaam Oscar bezat.
Het museum startte in 1991 op initiatief van Ray Verpoorten. In 1996 werd een vereniging opgericht en werden er diverse publieksactiviteiten ontplooid. Vanaf 2007 functioneerde het museum volledig, met een staf van vrijwilligers.

## Geschiedenis van de locatie
In eerste instantie bevatte het Kamp van Beverlo in 1835 slechts 12 kleine paardenstallen, waaraan later een smidse werd toegevoegd. Eind 1848 was er reeds huisvesting voor 1229 paarden, en waren er ook drie paarden-verpleegzalen. In 1913 bereikte het cavaleriekamp zijn grootste omvang, met plaats voor 2944 militairen, welke in 53 blokken waren ondergebracht. Er was plaats voor 2629 paarden, waartoe 34 stallen waren ingericht. Maximaal konden er zelfs, tijdens oefeningen, 3000 paarden en 10.000 cavaleristen worden ondergebracht. Aan dit alles kwam een eind in 1936, toen de cavalerie gemotoriseerd werd. Tijdens de Tweede Wereldoorlog werden in de blokken de politieke gevangenen ondergebracht.
Bij de geallieerde bombardementen in mei 1944 werden de K-blokken gespaard, omdat de Duitsers daar krijgsgevangenen in hadden ondergebracht. Toen, in 1970 de pantsereenheden uit Duitsland werden teruggetrokken en in het Kamp van Beverlo gevestigd, werd de infrastructuur aangepast en vele K-blokken werden gesloopt. Om een deel van het erfgoed te behouden vroeg Ray Verpoorten toestemming om enkele blokken en de kapel te behouden en daarin een museum te beginnen.
De verzameling in dit museum betreft bovenal de geschiedenis van, zowel de bereden als de gemotoriseerde, cavalerie. Daarnaast zijn er voorwerpen die de wederwaardigheden van het complex, en de militaire geschiedenis in het algemeen, betreffen. Ook worden er tal van publieksactiviteiten georganiseerd.

## Trivia
Er is de mogelijkheid om o.a. een gamellenmaaltijd te nuttigen.